# پست الجزایر
پست الجزایر (عربی: بريد الجزائر) شرکت دولتی پست الجزایری است، که در سال ۱۹۱۳ تأسیس شد.